# Charles Crevost
Charles-Victor Crevost (Versalles, 1858-París, 1938) fue un médico y botánico francés, especialista en espermatófitas, habiendo desarrollado actividades de exploración en indochina.

### Libros
- charles Crevost, a. Pételot. 1941. Gouvernement général de l'Indochine. Catalogue des produits de l'Indochine. Tomo 6. Tannins et tinctoriaux. Classe 21. Editor Gouvernment général de l'Indochine & Impr. d'Extrême-Orient, 124 pp.
- --------------------------. 1938. Utilisation des bois d'Indochine. Editor impr. de Ngo-bao, 114 pp.
- --------------------------. 1921. Le Camphrier au Tonkin. Editor impr. d'Extrême-Orient, 61 pp.
- --------------------------. 1909. Considérations sommaires sur les industries indigènes au Tonkin. Editor Imprimerie d'Extrême-Orient, 30 pp.
- --------------------------. 1902. Les arbres à suif de l'Indo-Chine ...' Editor F.H. Schneider, 36 pp.

## Honores
- Director Honorario del Museo Comercial de Tonkin[1]

## Eponimia
Especies
- (Poaceae) Chrysopogon crevostii A.Camus[2]